# Biljana Borzan

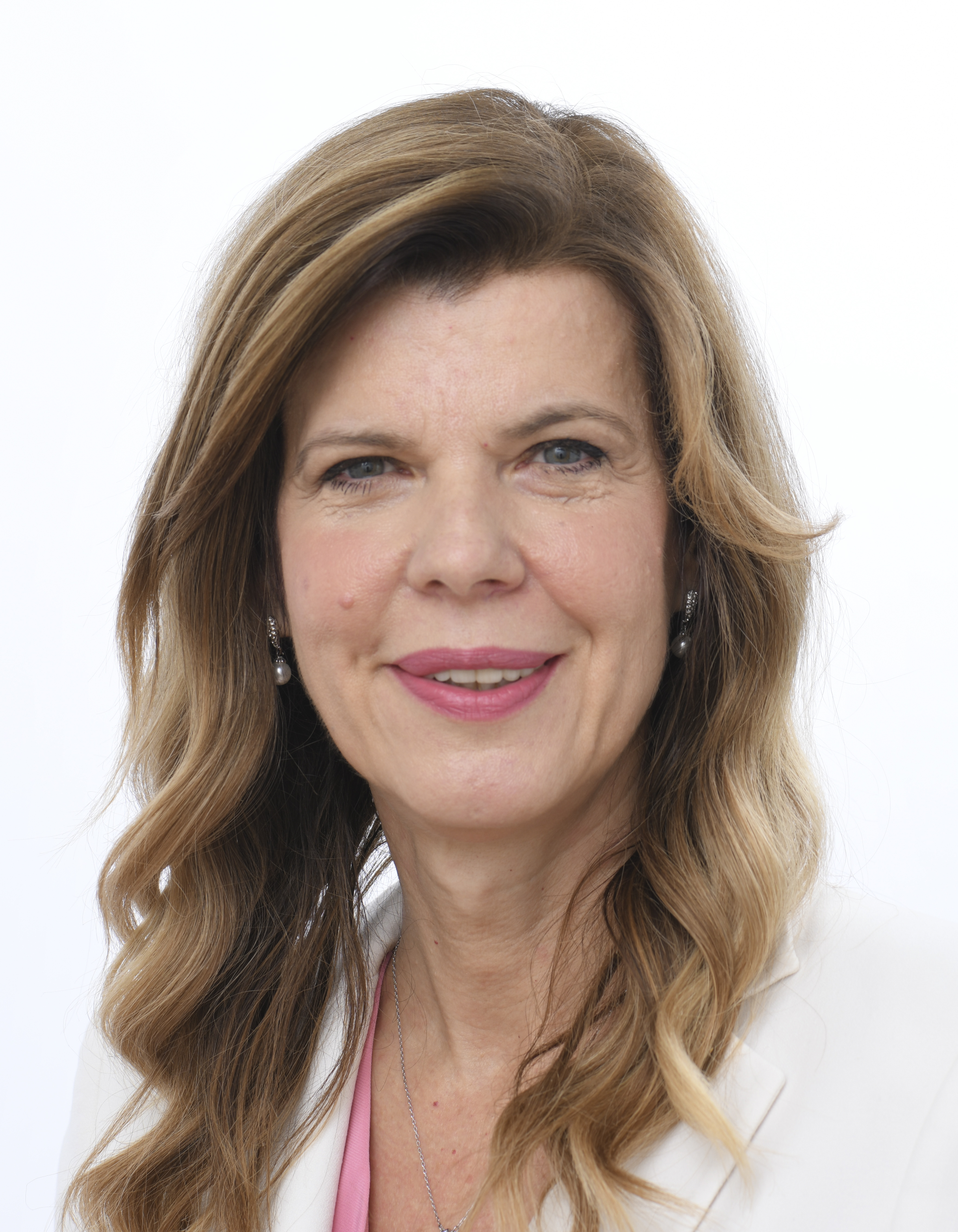
Biljana Borzan (2024)

Biljana Borzan (* 29. November 1971 in Osijek) ist eine kroatische Politikerin der Socijaldemokratska partija Hrvatske (SDP).

## Leben
Borzan studierte Medizin an der Universität Zagreb und promovierte 1997. Sie spezialisierte sich auf die Bereiche Arbeits- und Sportmedizin und war von 1997 bis 2007 als Ärztin im Haus der Gesundheit in Osijek tätig.
Seit 1999 ist sie Mitglied der SDP. 2004 bis 2008 war sie stellvertretende Vorsitzende der SDP, seither gehört sie dem Parteivorstand an. 2001 bis 2004, 2005 bis 2008 und 2009 bis 2013 gehörte sie dem Stadtrat von Osijek an, 2008/09 war sie stellvertretende Bürgermeisterin der Stadt. Dreimal kandidierte sie für die SDP um das Amt des Bürgermeisters von Osijek, unterlag aber Anto Đapić (2005 und 2007) und Gordan Matković (2008), beide von der Hrvatska stranka prava.
2011 bis 2013 war sie Mitglied des kroatischen Parlaments; dort war sie Vorsitzende des Ausschusses für Gesundheit und Sozialpolitik.
Bei der Europawahl 2013 wurde sie gewählt, so dass sie zum 1. Juli 2013 (dem Tag des Beitritts Kroatiens zur EU) Mitglied des Europäischen Parlaments wurde. In der bis 2014 andauernden Wahlperiode ist sie Mitglied im Ausschuss für Umweltfragen, öffentliche Gesundheit und Lebensmittelsicherheit sowie in der Delegation für die Beziehungen zur Volksrepublik China. 
Nachdem sie bei der Europawahl 2024 erneut ins Europäische Parlament gewählt wurde, ist sie in der 10. Legislaturperiode (2024–2029) Mitglied im Ausschuss für Binnenmarkt und Verbraucherschutz sowie stellvertretendes Mitglied im Ausschuss für Umweltfragen, öffentliche Gesundheit und Lebensmittelsicherheit. Sie ist zudem Teil der S&D-Fraktion.